# Peter Withe
Peter Withe est un footballeur anglais né le 30 août 1951 à Liverpool.

## Carrière

### Joueur
- 1971 : Southport FC  Angleterre
- 1971-1972 : Barrow AFC  Angleterre
- 1972-1973 : Port Elizabeth City  Afrique du Sud
- 1972-1973 : Arcadia Shepherds  Afrique du Sud
- 1973-1975 : Wolverhampton Wanderers  Angleterre
- 1975-1975 : Portland Timbers  États-Unis
- 1975-1977 : Birmingham City  Angleterre
- 1976-1979 : Nottingham Forest  Angleterre
- 1978-1980 : Newcastle United  Angleterre
- 1980-1985 : Aston Villa  Angleterre
- 1985-1987 : Sheffield United  Angleterre
- 1987-1990 : Huddersfield Town  Angleterre

### Entraîneur
- 1991 : Wimbledon FC  Angleterre
- 1998-2002 :  Thaïlande
- 2004-2007 :  Indonésie
- 2012 :  Woodley Sports/Stockport Sports

## Palmarès
- 11 sélections et 1 but avec l'équipe d'Angleterre entre 1981 et 1985.

Nottingham Forest FC
- Vainqueur du Championnat d'Angleterre de football (1) :
  - 1978.

Aston Villa FC
- Vainqueur du Championnat d'Angleterre de football (1) :
  - 1981.
- Meilleur buteur du Championnat d'Angleterre de football (1) :
  - 1981: 20 buts.
- Vainqueur de la Coupe d'Europe des clubs champions (1) :
  - 1982.